# HOSONO HOUSE
『HOSONO HOUSE』（ホソノ・ハウス）は、1973年5月25日に発売された細野晴臣通算1作目のスタジオ・アルバム。

## 解説
はっぴいえんど解散直前の1972年末、細野晴臣は鈴木茂、松任谷正隆、林立夫と“キャラメル・ママ”を結成した。鈴木ははっぴいえんどでの同僚、松任谷と林は小坂忠とフォー・ジョー・ハーフのメンバーだった。細野、鈴木、林は60年代にもバンド活動を共にしたことがあった。本作はキャラメル・ママにとって初のレコーディングだったが、アルバムにはまだキャラメル・ママの名前はクレジットされていない。
アルバム・レコーディングは埼玉県狭山市の稲荷山公園の近くにある通称アメリカ村の細野の自宅で行われた。自宅でのレコーディングはザ・バンド『ミュージック・フロム・ビッグ・ピンク』やジェームス・テイラー『ワン・マン・ドッグ』など、アメリカのアーティストのホーム・レコーディングに刺激されたのがきっかけだった。この頃、フリーのエンジニアが登場してきて、都心のレコーディング・スタジオ以外の場所でも高音質のレコーディングが可能になり、エンジニア吉野金次にとっても、本作のレコーディングが独立後初の仕事だった。都心への通勤には少し不便だが、広さの割には安いことから、時間にそれほど縛りの無い自営業の人たちに人気があり、細野は72年の秋に狭山に移り住んだ。前後して小坂や西岡恭蔵といったミュージシャン、イラストレーターの鈴木康司、デザイナー集団“WORK SHOP MU!!”のメンバーたちもその住人となった。レコーディングにあたっては、リビング・ルームにシグマ社製16トラックのミキシング・コンソールが置かれ、演奏には8畳ほどのベッド・ルームが使われた。アンプから直接録るライン録音ではなく、生音を重視して狭い部屋での演奏を録音したため、音の回り込みが本作特有のサウンドを生む結果となった。レコーディングは毎日午後に5時間ほど行われ、3日に1日休むペースで進み、2月15日から3月16日までの約1か月で終了した。『HOSONO HOUSE』の録音を見学した音楽プロモーターの麻田浩は「ワイワイガヤガヤとした雰囲気かと思っていたら、真剣なまなざしで集中していた」と回想している。
本作の背景にある体験について、後に細野は「狭山に長くいるうちに幻想の世界に住んでいるというのがだんだんわかってきたんです。つまり、ヒッピー・ブームの中で、音楽的なブームとしてカントリーに移行していって、なんかわからないままコミューンみたいなのを作ってね、現実にはあり得ないようなアメリカ村みたいなとこに住んで、まわりにはミュージシャンとかアーティストが住んで、ニュー・ファミリーみたいなのを結成したりしてね。ほんわかした中で生活していたのが、だんだん崩壊しつつあったんですね。そういう不安感というのはありました。もう一度現実に戻って、都会に戻らなきゃいけないというのは」（細野晴臣著 北中正和編『細野晴臣インタビュー THE ENDLESS TALKING』1992年3月5日出版 筑摩書房 p73）と語っている。

## パッケージ、アートワーク
オリジナルLPは帯がなく、中袋にSPレコード時代を思わせるハトロン紙が使われ、歌詞カードは小さなブックレット形式という体裁だった。アート・ディレクションについて、写真家の野上眞宏は「『HOSONO HOUSE』の時は、シンプルにしようって、細野君の顔のアップの写真でということになった。表は地味にして、裏側はピンクにするっていう案もあったんだけど、結局、黒になったんだよね。中に小さいブックレットが入って、レーベルもすごくしゃれてて、トータルデザインとしてもすごくかっこよかった」と語っている。

## 収録曲

### SIDE A
1. ろっか・ばい・まい・べいびい
作詞・作曲・編曲：細野晴臣
アコースティックギターの弾き語りで収録されている。西岡恭蔵や吉田美奈子によりカヴァーされている。2015年にテレビアニメ「新あたしンち」のエンディングに使われた。
2. 僕は一寸
作詞・作曲・編曲：細野晴臣
後に細野は「日本語のロックがどうのこうのという騒ぎの中心にまつり上げられた“はっぴい”も過去のこととなったし、少し静かにしていたいという思いを込めて“僕はだまるつもりです”と歌ったのだが、その後のめぐり合わせで入ってしまったキャラメル・ママのおかげで、一層落ち着く暇などなくなってしまったものだ」[4]と語っている。
3. CHOO CHOO ガタゴト
作詞・作曲・編曲：細野晴臣
歌詞に出て来る楽隊とははっぴいえんどのことである。また、この曲は後にティン・パン・アレーのアルバム『キャラメル・ママ』、久保田真琴とのデュオ、ハリーとマックのアルバム『ルイジアナ珍道中』でリメイクされている。
4. 終りの季節
作詞：宇野もんど、作曲・編曲：細野晴臣
1972年にリリースされた『カントリー・パンプキン』で斉藤任弘に提供した曲のセルフカバー。作詞の「宇野もんど」とは、「宇野主水」とも書く細野の変名。yanokamiによってカヴァーされる。
5. 冬越え
作詞・作曲・編曲：細野晴臣、ホーンアレンジ：吉野金次・細野晴臣

### SIDE B
1. パーティー
作詞：鈴木りょうこ・中山康史、作曲・編曲：細野晴臣
1972年11月にアメリカ村にて行われた野球大会のために、そのテーマソングとして細野が作曲したもの。後に歌詞がアダプトされて、ピチカート・ファイヴにカヴァーされた。
2. 福は内 鬼は外
作詞・作曲・編曲：細野晴臣
後に、「恋は桃色」のB面としてシングルカットされる。節分の歌。
3. 住所不定無職低収入
作詞・作曲・編曲：細野晴臣、ホーンアレンジ：吉野金次・細野晴臣
4. 恋は桃色
作詞・作曲・編曲：細野晴臣
後にシングル・カットされる。歌詞中の「川沿いの道」は狭山市中心部を流れる入間川とその周辺の景色からイメージされた。矢野顕子、中村一義、サニーデイ・サービスによってカヴァーされている。
5. 薔薇と野獣
作詞・作曲・編曲：細野晴臣
後にティン・パン・アレーでリメイクされている。
2006年に高田漣（feat. 星野源(SAKEROCK)）、2024年にCorneliusによってカヴァーされた。
6. 相合傘
作曲・編曲：細野晴臣
はっぴいえんどの3rdアルバム『HAPPY END』[注釈 3]収録曲のインスト版。元々ソロアルバムの為に用意していた作品だった[5]。

## クレジット
| All Seclections Written by HARUOMI HOSONO                           |
| Except “Party”, lyrics by YASUSHI NAKAYAMA & RYOKO SUZUKI.          |
| music by HARUOMI HOSONO                                             |
| 終りの季節 lyrics by 宇野もんど                                     |
| All Selections Pubrished by CITY MUSIC CORPORATION                  |
| Except, 終りの季節, ALFA MUSIC, 相合傘, 新與MUSIC.                  |
| Personnel                                                           |
| HARUOMI HOSONO / Bass, Guitar, Flat Mandolin, Flat Vocal, Melodion, |
| Kalimba & Piano on “Party”                                          |
| MASATAKA MATSUTOYA / Piano, Fender Rhodes, Accordion                |
| SHIGERU SUZUKI / Electric Guitar                                    |
| TATSUO HAYASHI / Drums & Percussion                                 |
| HIROKI KOMAZAWA / St' Guitar                                        |
| Horn Arranger ; KINJI YOSHINO with HARUOMI HOSONO                   |
| Engineers ; KINJI YOSHINO, MASAKI NOMURA                            |
| Re-MIx Engineer ; KINJI YOSHINO                                     |
| Recorded by ; HOSONO, SONY TC-9400                                  |
| Recorded at ; HOSONO HOUSE, 11-36, Unoki, Sayama, Saitama           |
| Management ; SHINZO ISHIURA, WIND CORPORATION                       |
| Transport ; RITSU KAMIMURA                                          |
| Cook ; MISAKO HOSONO                                                |
| Produced by ; HARUOMI HOSONO                                        |
| Exective Producer ; MITSUNORI MIURA for BELLWOOD RECORDS            |
| Photography ; MASAHIRO NOGAMI                                       |
| Art Direction ; WORK SHOP MU!!                                      |
| Special Thanks to ; VERANSKY MIKKO MOKKO MINAKO & YAMAZAKI          |
| & Neighbour Foods                                                   |

## Bellwood 40th Anniversary Collection

### 収録曲
1. ろっか・ばい・まい・べいびい  –  (3:19)[6]
2. 僕は一寸  –  (3:55)[6]
3. CHOO CHOO ガタゴト  –  (3:28)[6]
4. 終りの季節  –  (3:14)[6]
5. 冬越え  –  (3:16)[6]
6. パーティー  –  (2:04)[6]
7. 福は内 鬼は外  –  (2:32)[6]
8. 住所不定無職低収入  –  (2:37)[6]
9. 恋は桃色  –  (2:48)[6]
10. 薔薇と野獣  –  (4:32)[6]
11. 相合傘（インストゥルメンタル）  –  (0:19)[6]

### クレジット
| リイシュー・スタッフ                                                        |
| 総監修 : 三浦光紀 / 補監修 : 小倉エージ / 新規解説編集 : 山田順一           |
| リマスタリング・エンジニア : 辻裕行                                         |
| リプロダクト・デザイン : アプローチ / デザイン・コーディネーター : 山下淳一 |
| A&R : 宮田克己、本田丈和                                                    |
|                                                                             |
| 解説 : 北中正和                                                             |

## リリース履歴
| #  | 発売日         | レーベル         | 規格          | 品番               | 備考 |
| -- | -------------- | ---------------- | ------------- | ------------------ | --- |
| 1  | 1973年5月25日  | Bellwood / KING  | LP            | OFL-10             | |
| 2  | 1976年11月     | Bellwood / KING  | LP            | SKM-7010           | 品番改定による廉価盤での再発。“ベルウッド1500シリーズ”の一枚。初めて帯が付けられる。                                                                                           |
| 3  | 1981年6月      | Bellwood / KING  | LP            | K25A-181           | 品番改定による廉価盤での再発。帯が共通のものに変更される。 |
| 4  | 1989年3月21日  | Bellwood / KING  | CD            | K25X-377           | 初CD化。 |
| 5  | 1991年9月21日  | Bellwood / KING  | CD            | KICS-2117          | “Bellwood 1971-78 CLASSICS”の一枚。 |
| 6  | 1995年4月5日   | Bellwood / KING  | CD            | KICS-8105          | 品番改定および、Q盤による再発。“Bellwood Selection 21+2”の一枚。 |
| 7  | 1996年9月15日  | Bellwood / ViViD | LP            | VSLP-4011          | リマスタリング180g重量盤、高音質アナログ限定盤。帯の代わりにシールが貼られる。                                                                                                 |
| 8  | 2000年2月4日   | Bellwood / KING  | CD            | KICS-8805          | 品番改定による再発。“ベルウッド名盤コレクション”の一枚。 |
| 9  | 2005年3月24日  | Bellwood / KING  | CD            | KICS-1138          | YMOの元メンバー3人のソロ作品を､本人の新インタビュー（2005年時）を掲載した再発売（全5タイトル）の細野晴臣編。小池光夫によるデジタル・リマスタリング音源使用。紙ジャケット仕様。 |
| 10 | 2012年10月3日  | Bellwood / KING  | CD            | KICS-2561          | “Bellwood 40th Anniversary Collection”の一枚。史上初めて、シリーズの総監修を三浦光紀自らが担当。                                                                               |
| 11 | 2014年12月10日 | Bellwood / KING  | LP            | KIJS-90012         | “Bellwood LP Collection”の一枚。180ｇ重量盤による、完全限定生産。 |
| 12 | 2017年9月20日  | Bellwood / KING  | UHQCD         | KICS-2627          | “Bellwood 45th Anniversary UHQCD Collection”の一枚。三浦光紀総監修。2017年最新デジタル・リマスタリング音源使用。                                                               |
| 13 | 2018年3月7日   | Bellwood / KING  | LP            | OFL-10 / FJLP1005  | 45rpm、2枚組。限定生産。 |
| 14 | 2018年8月22日  | Bellwood / KING  | Cassette Tape | DNT-9004 / FJCT103 | 限定生産。 |
| 15 | 2023年5月25日  | Bellwood / KING  | LP            | KIJS-90038         | 50周年記念。限定生産。 |